# Trent Dimas
Trent Dimas (* 10. November 1970 in Albuquerque, New Mexico) ist ein ehemaliger Turner aus den Vereinigten Staaten. Er war 1992 Olympiasieger am Reck.

## Karriere
Der 1,72 m große Trent Dimas gehörte dem Team der University of Nebraska an, mit dem er auch die Meisterschaften der National Collegiate Athletic Association gewann. 1990 siegte er bei den US-Meisterschaften am Barren und am Reck, 1991 gewann er den Sprung. Bei den Panamerikanischen Spielen 1991 in Havanna gewann er mit der Riege aus den Vereinigten Staaten die Silbermedaille hinter den Kubanern, im Bodenturnen und am Reck erhielt Dimas die Bronzemedaille. Beim American Cup gewann Dimas 1991 den Mehrkampf, den Sprung und am Reck, 1992 siegte er erneut am Reck. Dimas nahm auch an den Geräte-Weltmeisterschaften 1992 teil, erreichte aber kein Finale.
Bei den Olympischen Spielen 1992 in Barcelona bildeten Chris Waller, John Roethlisberger, Scott Keswick, Trent Dimas, Dominick Minicucci und Jair Lynch die Riege aus den Vereinigten Staaten. Im Mannschaftswettbewerb erreichte die Riege den sechsten Platz, nur Waller, Roethlisberger und Keswick traten im Einzelfinale des Mehrkampfs an. Die Turner aus den Vereinigten Staaten erreichten drei Gerätefinals: Waller wurde Fünfter am Seitpferd und Lynch belegte den sechsten Platz am Barren. Dimas war 44. in der Qualifikation für das Mehrkampffinale und belegte an seinem zweitbesten Gerät im Sprung den 37. Platz. Am Reck aber erreichte er als Sechster der Qualifikation das Gerätefinale und siegte dann vor dem Deutschen Andreas Wecker und Hryhorij Missjutin aus dem Vereinten Team, die gleichauf Silber gewannen. Turner aus den Vereinigten Staaten hatten bei den Olympischen Spielen 1904 in St. Louis, 1932 in Los Angeles und 1984 in Los Angeles jeweils mehrere Olympiasieger gestellt. Vor Trent Dimas hatte im Männerturnen nur Frank Kriz 1924 in Paris eine Goldmedaille außerhalb der Vereinigten Staaten gewonnen.
Trent Dimas, der sich schon 1988 zusammen mit seinem Bruder Ted an der Olympiaqualifikation beteiligt hatte, versuchte sich auch 1996 noch einmal für das Olympiateam zu qualifizieren, scheiterte aber wie 1988. Erst 1998 nahm er wieder ein Studium auf und ging an die Columbia University. 2002 wurde Trent Dimas in die U.S. Gymnastics Hall of Fame aufgenommen. Nach Beendigung seines Studiums zog er mit seiner Familie nach Spanien.